# Kostajnica (Doboj, BiH)
Kostajnica je naseljeno mjesto u sastavu općine Doboj, Republika Srpska, BiH.

## Geografski položaj
Kostajnica se nalazi na Trebavi, pored grada Doboja. Kostajnicu i Doboj dijeli samo rijeka Bosna.

## Stanovništvo
| Kostajnica         |                |                |                |
| godina popisa      | 1991.          | 1981.          | 1971.          |
| Srbi               | 1.228 (91,50%) | 1.219 (92,20%) | 1.262 (95,82%) |
| Muslimani          | 47 (3,50%)     | 11 (0,83%)     | 16 (1,21%)     |
| Hrvati             | 9 (0,67%)      | 25 (1,89%)     | 33 (2,50%)     |
| Jugoslaveni        | 35 (2,60%)     | 59 (4,46%)     | 0              |
| ostali i nepoznato | 23 (1,71%)     | 8 (0,60%)      | 6 (0,45%)      |
| ukupno             | 1.342          | 1.322          | 1.317          |

## Šport
U Kostajnici djeluje nogometni klub Naša krila.

## Poznate osobe
Kostajnica je rodno mjesto srpskog političara i bivšeg člana Predsjedništva Bosne i Hercegovine, Borislava Paravca.